# Martin Sonnabend
Martin Sonnabend (* 25. März 1926 in Deutschland) ist ein deutscher ehemaliger Aufnahmeleiter, Produktionsleiter und Produzent bei Film und Fernsehen der DDR.

## Leben und Wirken
Über Sonnabends Herkunft und Ausbildung ist derzeit nichts bekannt. In den Diensten der DEFA stand er vom 1. September 1956 bis zum 1. Oktober 1990. Dort begann er seine Laufbahn im Herbst 1956 als Aufnahmeleiter bei Frank Beyers Zeitdrama Zwei Mütter. Es folgten weitere Aufnahmeleitungen bei bisweilen inhaltlich wie gestalterisch ambitionierten Produktionen, darunter Das Lied der Matrosen, Der schweigende Stern und Trübe Wasser, die Sonnabend mit angesehenen Regisseuren wie Kurt Maetzig, Louis Daquin und Günter Reisch zusammenführten.
1961 entsandte die DEFA Martin Sonnabend als ihren Produktionsvertreter zu der Romanverfilmung Menschen und Tiere, einer aufwändigen, fast drei Stunden langen sowjetisch-ostdeutschen Co-Produktion. Seitdem war Sonnabend als einer der führenden Produktionsleiter seines Landes bis zum Untergang der DDR aktiv. In knapp drei Jahrzehnten betreute er produktionstechnisch eine Fülle von Kino- wie Fernsehfilmen, darunter DEFA-Klassiker der 1960er Jahre wie Karbid und Sauerampfer, Das Kaninchen bin ich, Die Abenteuer des Werner Holt, Wenn du groß bist, lieber Adam und Mit mir nicht, Madam!. Einige dieser ambitionierten Arbeiten gerieten 1965/66 unter massive Kritik der SED-Kulturpolitik und wurden bis 1990 verboten.
Sonnabends Produktionspalette im Rahmen unterschiedlicher künstlerischer Arbeitsgruppen (KAG) umfasste nahezu sämtliche Genres, die im Filmland DDR berücksichtigt wurden. Er produzierte für seinen staatlichen Arbeitgeber Komödien ebenso wie Dramen und Zeitbilder ebenso wie Kinderfilme. Seit den frühen 1970er Jahren gewann das DDR-Fernsehen mehr und mehr Bedeutung in Sonnabends Oeuvre, auch wenn er weiterhin intensiv als Produktionsleiter bei Kinoproduktionen eingesetzt wurde. Mitte der 1980er Jahre betreute er mit Treffpunkt Flughafen auch seine erste Serie. Mit der Polizeiruf-Produktion Der Fall Preibisch, bei der er nunmehr auch als Produzent arbeiten konnte, beendete Martin Sonnabend im Spätsommer 1990 seine berufliche Tätigkeit. Über seinen späteren Lebensweg ist nichts bekannt.

## Filmografie
als Produktionsleiter, später auch als Produzent
- 1962: Menschen und Tiere (Люди и звери)
- 1962: Tanz am Sonnabend – Mord?
- 1962: An französischen Kaminen
- 1963: Rauhreif
- 1963: Karbid und Sauerampfer
- 1965: Das Kaninchen bin ich
- 1965: Die Abenteuer des Werner Holt
- 1965: Wenn du groß bist, lieber Adam
- 1966: Das Tal der sieben Monde
- 1967: Brot und Rosen
- 1968: Heroin
- 1968: Mord am Montag
- 1969: Mit mir nicht, Madam!
- 1970: Weil ich dich liebe …
- 1970: Anlauf
- 1971: Das letzte Wort
- 1973: Aus dem Leben eines Taugenichts
- 1975: Till Eulenspiegel
- 1976: Nelken in Aspik
- 1977: Tambari
- 1979: Plantagenstraße 19
- 1981: Wie wär’s mit uns beiden?
- 1981: Der Leutnant Yorck von Wartenburg
- 1982: Benno macht Geschichten
- 1983: Zille und ick
- 1984: Isabel auf der Treppe
- 1986: Stielke, Heinz, fünfzehn…
- 1987: Schwein gehabt
- 1988: Der Eisenhans
- 1989: Die Geschichte von der Gänseprinzessin und ihrem treuen Pferd Falada
- 1989: Rückwärtslaufen kann ich auch
- 1990: Der Fall Preibisch